# زیبای آمریکایی (فیلم ۱۹۲۷)
زیبایی آمریکایی (انگلیسی: American Beauty) یک فیلم رمانتیک به کارگردانی ریچارد والاس است که در سال ۱۹۲۷ منتشر شد. ستارگان این فیلم بیلی داو، والتر مک‌گریل و مارگارت لیوینگستون بودند. هیچ نسخه‌ای از این فیلم باقی نمانده است.

## بازیگران
- بیلی داو - میلیسنت هاوارد
- لوید هیوز - جری بوث
- والتر مک‌گریل - کلیورهاوس
- مارگارت لیوینگستون - خانوم گیلسپی
- ال سنت جان - پیشخدمت
- ادیث چپمن - مادام اورایلی
- آلیس وایت - کلر اورایلی
- یولا دآوریل - دختر اپراتور تلفن